# Muismat

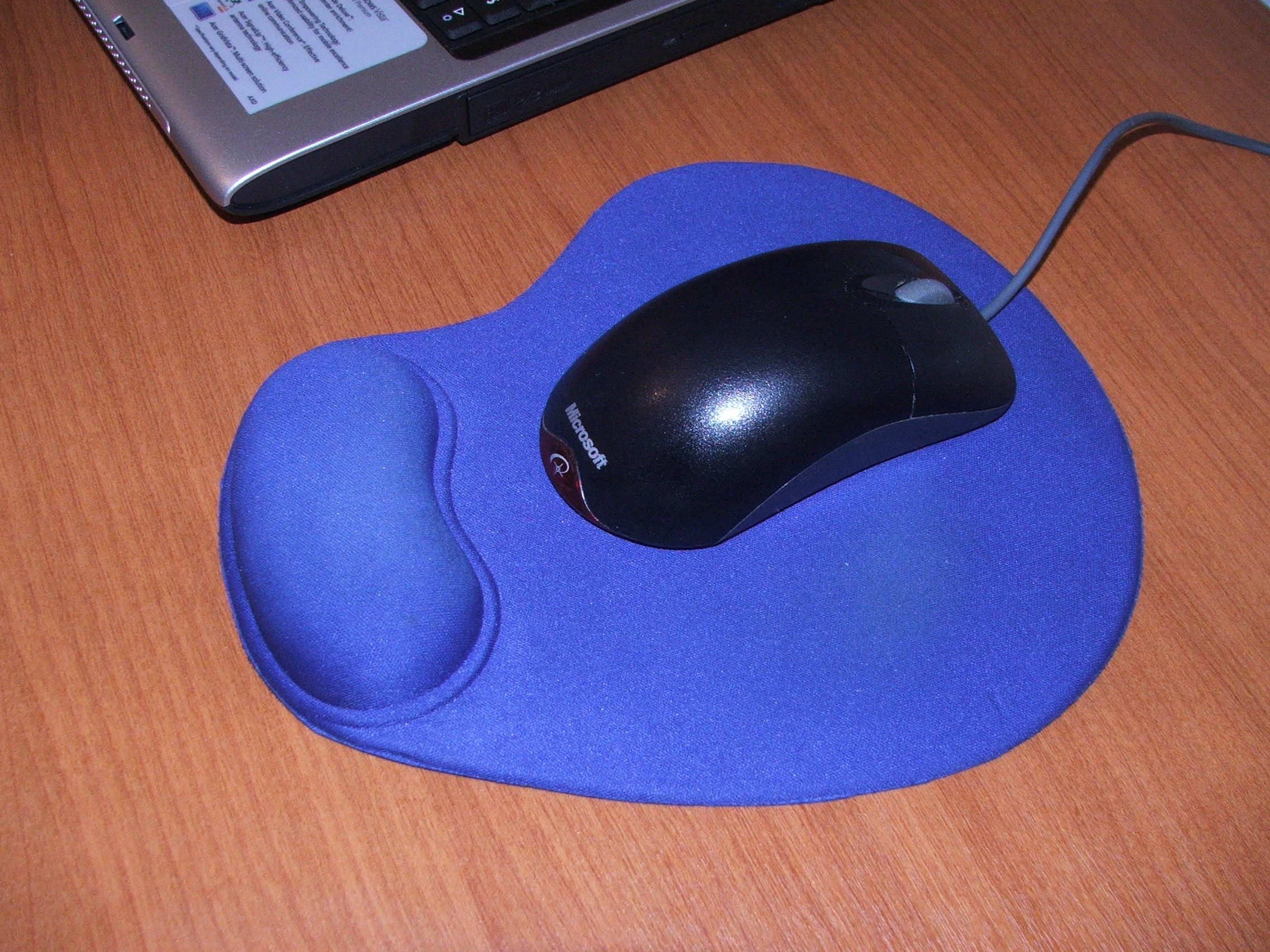
Muismat, met polsondersteuning

Een muismat is een onderlegger waarover de muis van de computer bewogen kan worden.
Een muismat zorgt voor een egale en schone ondergrond, die het bureaublad beschermt en het comfort bij muisgebruik vergroot. Ook gaat een muismat het verzamelen van vuil en stof voor een groot deel tegen, belangrijk voor het
functioneren en de levensduur van muizen, vooral traditionele (niet-optische).
Het gebruik van een muismat is noodzakelijk als het bureaublad een ongeschikt oppervlak heeft, door bijvoorbeeld textuur of kleur.
Er zijn muismatten van verschillende materialen. Over de geschiktheid van bepaalde materialen zijn de meningen verdeeld. Sommige mensen vinden de goedkopere gladde muismatten weinig geschikt, omdat de muis hier weinig grip op heeft. Zij verkiezen een met een wat ruwere, stofachtige ondergrond. Andere mensen vinden gladder juist fijner, omdat de muis bij minder weerstand gemakkelijker over het oppervlak glijdt. Liefhebbers van computerspellen geven vaak veel geld uit aan een extra gladde muismat die speciaal is ontwikkeld voor gamers.
Er zijn ook muismatten met speciale kussentjes aan de voorkant, om de pols op te laten rusten, in verband met het tegengaan van RSI.
Voor sommige muizen is een speciale muismat nodig. Dit was het geval bij de eerste optische muizen, en is nog altijd het geval bij speciale tekentablet-muizen.
Tegenwoordig zijn muismatten verkrijgbaar met diverse mogelijkheden tot verfraaiing, zoals opdruk van een afbeelding, transparante muismatten waar bijvoorbeeld vloeistof in doorschijnt, en muismatten met insteekhoezen voor een foto of andersoortig plaatje.